# 天理大学の人物一覧
天理大学の人物一覧（てんりだいがくのじんぶついちらん）は、天理大学に関係する人物の一覧記事。

## OB・OG

### 政界・官界
- 須賀龍郎（元鹿児島県知事・元鹿児島空港ビルディング社長）※天理語学専門学校卒
- 鈴木健一（伊勢市長・元伊勢市議会議員）※天理大学国際文化学部ロシア学科卒
- 亀田忠彦（橿原市長・元奈良県議会議員）
- 町田貢（元外交官・元駐韓国公使・元釜山総領事・成均館大学教授）※外国語学部朝鮮学科卒
- 寺澤元一（外交官・駐サモア特命全権大使・元済州総領事・元内閣府大臣官房参事官）※外国語学部朝鮮学科卒

### 財界
- 岡本昭彦（吉本興業共同代表取締役社長COO・元ダウンタウンマネージャー）
- 山村幸広（エキサイト代表取締役社長）

### 研究者・学者
- 澤井義次（天理大学名誉教授 - 宗教学）
- 大島信生（皇學館大学教授 - 上代文学）
- 太田登（天理大学名誉教授 - 日本近代文学）
- 河村民部（近畿大学名誉教授 - 英文学）
- 松尾勇（天理大学教授 - 朝鮮語学）
- 水野俊平（北海商科大学教授 - 韓国研究）
- 乾一郎（板垣退助の孫）
- 湯本泰隆（教育家/郷土史研究者）
- 河合隼雄（元文化庁長官・臨床心理学者）

### 芸術・芸能・文化
- 太田直子（字幕翻訳家）
- 杉原一司（歌人）
- 田原（詩人）
- 久松真一（脚本家）
- 萩原隆（サクソフォーン奏者）
- 森田まりこ（お笑いタレント・吉本新喜劇）
- 太華（HUMAN BEAT BOXER）
- SHINGO☆西成（ラッパー）

### スポーツ

#### 柔道
- 穴井隆将（同大学柔道部監督）
- 稲澤真人
- 岩田勝彦
- 江種辰明
- 遠刕信一
- 呉勝立（読み：オ・スンニプ）
- 大迫明伸（全日本強化コーチ・ソウルオリンピック銅メダリスト）
- 大野将平（オリンピック2連覇）
- 大野義啓（本名：姜義啓）
- 金義泰（読み：キム・ウィテ）
- 植岡虎太郎
- 笹原富美雄（69・71年世界選手権軽重量級優勝）
- 篠原信一（元男子柔道日本代表監督）
- 高橋徳三
- 高橋政男
- 徳田真三（同大学柔道部師範）
- 土井健史
- 土佐三郎（同大学柔道部師範）
- 二宮和弘（モントリオールオリンピック93kg級優勝、73年世界選手権無差別級優勝）
- 野村忠宏（オリンピックの柔道競技史上初の3連覇した金メダリスト、医学博士）
- 野村豊和（ミュンヘンオリンピック70kg級優勝、73年世界選手権70kg級優勝）
- 羽賀善夫
- 平尾勝司
- 藤猪省太（71・73・75年世界選手権80kg級優勝、79年世界選手権78kg級優勝）
- 細川伸二（84年ロサンゼルスオリンピック60kg級優勝）
- 堀越英範
- 前島延行
- 真喜志慶治
- 正木健人（ロンドンパラリンピック金メダリスト・リオパラリンピック銅メダリスト）
- 正木嘉美（85年世界選手権無差別級優勝。同大学柔道部師範・体育学部体育学科教授）
- 湊谷弘
- 村元辰寛
- 丸山城志郎（世界選手権2連覇）
- 丸山剛毅（ジュニア世界王者）
- 山本悠司
- 養父直人

#### サッカー
- 小倉勉（サッカー指導者・ジェフユナイテッド市原・千葉コーチ）
- 肥塚一晃（元松下電器サッカー部 → ガンバ大阪 → 京都パープルサンガ）
- 羽地登志晃（元徳島ヴォルティス）
- 松代直樹（元ガンバ大阪）
- 水越潤（奈良クラブ監督）
- 宮崎有香（女子サッカー選手・TEPCOマリーゼ ← 伊賀FCくノ一／なでしこジャパン）

#### 野球
- 松本忠繁（元南海、東急）※天理外国語専門学校卒
- 中村良二（天理高校監督、元天理大学硬式野球部監督）
- 梶本達哉（元オリックス・バファローズ）※中退
- 小山雄輝（元読売ジャイアンツ）
- 中村和希（元東北楽天ゴールデンイーグルス）
- 石原貴規（広島東洋カープ）
- 森浦大輔（広島東洋カープ）
- 友杉篤輝（千葉ロッテマリーンズ）[1]

#### バスケットボール
- 大口真洋（浜松・東三河フェニックス）
- 根東裕隆（群馬クレインサンダーズ）
- 島袋脩（元大分ヒートデビルズ）
- 平尾充庸（茨城ロボッツ）

#### ホッケー
- 岡村育子（北京オリンピック代表・女子競輪選手）
- 恩田昌史（ホッケー指導者）
- 森本さかえ（ホッケー指導者 - 天理高校女子ホッケー部監督）
- 加藤明美

#### 水中競技
- 田中順子（アーティスティックスイミングコーチ・アトランタオリンピック 銅メダリスト）
- 井村雅代（アーティスティックスイミングコーチ）
- 元渕幸（飛込選手）

##### 競泳
- 青木まゆみ（バタフライ - 1972年ミュンヘンオリンピック100mバタフライ金メダリスト）
- 佐藤喜子（自由形 - 1956年メルボルンオリンピック代表）
- 神野眸 ※中退（自由形 - 1956年メルボルン、1960年ローマオリンピック代表）
- 高松好子（平泳ぎ - 1960年ローマオリンピック代表）
- 宮部シズエ（バタフライ - 1952年ヘルシンキ・1960年ローマオリンピック代表）
- 和田映子（自由形 - 1956年メルボルン・1960年ローマオリンピック代表）

#### 陸上競技
- 柴田博之（元走幅跳選手・1988年ソウルオリンピック代表・洛南高校陸上競技部監督）
- 北森郁子（円盤投げ選手）

#### ソフトテニス
- 川村達郎　(アジア競技大会金メダリスト)

#### ボブスレー
- 小林竜一（トリノオリンピック・バンクーバーオリンピック日本代表）
- 長岡千里

#### バレーボール
- 今田祐介（元東レアローズ）
- 大元朱菜（元ヴィクトリーナ姫路）
- 難波尭弘（東レアローズ静岡）
- 小野山博子（元プレステージ・インターナショナルアランマーレ）
- 岡村南奈（アランマーレ山形）
- 楠本岳（東レアローズ静岡）

#### ラグビー
- 立川理道

#### アーチェリー
- 中西彩

#### ボクシング
- 真道ゴー ※中退

#### 競輪
- 山路藍（元テコンドー選手）

### その他
- 今村克彦（タレント）
- 立花龍司（スポーツトレーナー・体育学部でスポーツ医学の単位を取得）
- 西村公児（通販コンサルタント・多摩大学経営情報学部経営情報学科 教員）